# كرايغ مان
كرايغ مان هو مهندس الصوت كندي، ولد في القرن العشرين في أوكفيل في كندا.

## وصلات خارجية
- كرايغ مان على موقع IMDb (الإنجليزية)
- كرايغ مان على موقع قاعدة بيانات الفيلم (الإنجليزية)